# Sbírkový předmět
Sbírkový předmět je takový předmět, který byl pro své vlastnosti vyňat z reality (do zvláštního režimu) a umístěn do muzea, aby tuto realitu dokumentoval.

## Definice sbírkového předmětu
Podle § 2 odst. 3 zákona o ochraně sbírek muzejní povahy je sbírkovým předmětem věc movitá nebo nemovitá nebo soubor těchto věcí, a to přírodnina nebo lidský výtvor, která je součástí sbírky, tj. zapsaná ve sbírkové evidenci vlastníka sbírky a prostřednictvím evidenčního čísla v Centrální evidenci sbírek. Sbírkovým předmětem jsou také preparáty lidských a zvířecích těl nebo jejich částí a kosterní pozůstatky lidské a zvířecí.

## Konzervace
Preventivní konzervace je soubor opatření a navození takových podmínek prostředí, aby nedocházelo k poškozování sbírkových předmětů okolními jevy. Důležitý je správný depozitární režim. Protějškem preventivní konzervace je konzervace sanační, kdy dochází již k přímým zásahům do sbírkových předmětů. Vždy je třeba upřednostňovat prevenci.